# 西巌殿寺
西巌殿寺（さいがんでんじ）は、熊本県阿蘇市黒川にある天台宗の寺院。山号は阿蘇山。古くから阿蘇山修験道の拠点として機能し、九州の天台宗の中で最高位の寺格を持つ寺院のひとつである。
本堂は2001年に火災で焼失し礎石のみ残るが、山門をくぐり石段を登った本堂跡には阿蘇檜や公孫樹の古木が見られる。周辺には僧坊跡が点在し、多くの文化財が保管されている。

## 歴史
開基には二説ある。寺院が採る726年（神亀3年）説は、天竺毘舎衛国から渡来した僧・最栄が聖武天皇の勅願を受け、阿蘇山上に上り阿蘇明神・建磐龍命（たていわたつのみこと）を感得したとするものである。1144年（天養元年）説は、比叡山の慈恵大師良源の弟子・最栄が阿蘇神社大宮司友孝の許しを得て、阿蘇山上に上ったとする説である。どちらの説にも共通するのは、阿蘇山の火口の西の巌殿に十一面観音菩薩を安置して庵（山上本堂）を開き、絶えず法華経を読誦したため「最栄読師（さいえいとくし）」と呼ばれたとするものである。
阿蘇山上に最栄が庵を開いてから、多くの修行僧、修験者が阿蘇山上に集まった。それらの人々は現在の旧阿蘇山スキー場一帯の牧野に当たる地に坊舎を建て、厳しい環境の中で修行に励んだ。その数は三十六坊五十二庵と言われる。西巌殿寺とは、本堂に加えこれら坊や庵を加えた総称である。
しかしこの本堂や古坊中は、天正年間（1573年 – 1592年）に島津と大友の戦乱時に軍勢によって焼き払われてしまい、豊臣秀吉の九州統一時には宗徒や行者なども寺を去ったと伝わる。これを再興させたのが、肥後に入部した加藤清正だった。各地に散った僧侶たちを呼び戻し、山上本堂を修復するとともに麓の黒川村（現在の阿蘇市黒川）に三十六坊を復興させた。この黒川の坊は「麓（ふもと）坊中」と呼ばれ、地名も「坊中」と改められた。これに対応して、阿蘇山上の坊舎跡は「古坊中」と名称が改められた。さらに寺領も附されるなど、熊本藩の庇護は細川家時代になっても続いた。この再興には長善坊契雅という法師の尽力が功を奏したとも言われる。江戸時代には「阿蘇講」と呼ばれる観光・修験道体験が行われたり「牛王法印」の札販売などで賑わった。
明治政府が発した神仏分離令によって、西巌殿寺は廃寺が決まり、ほとんどの僧侶は還俗した。しかし1871年（明治4年）に山上本堂を麓坊中のひとつ学頭坊に移し、1874年（明治7年）には学頭坊を西巌殿寺（麓本堂）とすることで法灯は継承された。1890年（明治23年）には古跡保存のために山上本堂（奥の院）が再建された。2001年（平成13年）9月22日午後8時40分頃、不審火により麓本堂が焼失する事件が起きたが、僧坊などに保存された貴重な文化財とともに信仰を継承している。

## 札所
- 九州西国霊場第13番札所
- 九州四十九院薬師霊場第30番札所
- 肥後三十三ヵ所観音霊場第1番札所
- 阿蘇西国三十三ヵ所霊場第1番札所

## 行事

### 阿蘇山観音祭り
阿蘇山西巌殿寺では、毎年4月13日に「阿蘇山観音祭り」が行われる。修験者による火渡り、湯立の荒行が執り行われる。開催日は明治時代の住職である厨亮俊の命日に因む。厨亮俊は、筑後国御井郡（現在の福岡県久留米市御井）に生まれ、比叡山に上り修行した。若くして権僧正に補任され、比叡山西塔の寺院の住職となる。廃仏毀釈によって一時還俗するが、西巌殿寺復興の際に請われて権僧正に復帰し、明治9年に晋山した。翌年に西南戦争が起こり、阿蘇では農民一揆が起こった。県令より届いた討賊の勅書、旧藩主細川家よりの示諭文を携えて各村を巡回し、一揆などその方向を誤ることの無いよう説いた。それが薩軍に聞こえ、囚われて坂梨（阿蘇市一の宮町坂梨）の酒屋大黒屋の庭先において拷問を受けた。それが元で同年4月13日に息を引き取った。その勇気ある行動を称えて有志により西巌殿寺境内に墓所を作り、その墓石に厨亮俊の功績を刻み、毎年4月13日に「招魂祭」を執り行うようになった。
昭和50年代に当時の住職により、厨亮俊の慰霊祭である招魂祭にあわせて、火渡り、湯立て等の荒行を修験者が行う祭りを合わせて行うようになり、名称も「阿蘇山観音祭り」と改めた。

### 年間行事
- 2月3日　　節分会星祭
- 4月13日　 阿蘇山観音祭り
- 8月16日　 地蔵盆
- 秋彼岸　　 永代供養会　水子供養会

## 文化財

### 重要文化財（国指定）
- 紺紙金泥般若心経 1巻 後奈良院宸翰 附:従三位惟豊添状
- 仏舎利渡状 懐良親王筆、天授元年（1375年）

### 熊本県指定重要文化財
- 絹本著色阿弥陀三尊来迎図
- 山上本堂の仏像　十一面観音立像　平安時代作
  - 前立十一面観音立像・不動明王立像・毘沙門天立像　鎌倉時代作
- 僧房の仏像　阿弥陀坐像・誕生仏・大黒天　鎌倉時代作

他に、本堂と仏像7体（いずれも元・熊本県指定重要文化財）があったが、2001年9月に不審火で焼失している。

## アクセス
阿蘇登山道路坊中線を阿蘇五岳に向かい南下すると、道路沿い右手に位置する。
- JR豊肥本線 阿蘇駅から徒歩5～10分
- 九州産交バス、大分バス 阿蘇駅前バス停留所から徒歩5～10分